# 元敬
元敬（767年—840年6月23日），字遵之，河南郡洛阳县（今河南省洛阳市东）人，魏道武帝拓跋珪的后裔，唐朝官员。

## 生平
元敬最初在州县任职，当时韩弘在睢阳郡镇守，求贤若渴，征召元敬前往自己的幕府，元敬在韩弘部下三到四年，历任武职，等到韩弘讨伐淮西节度使，元敬也跟随韩弘立下军功。元和十四年（819年）七月，韩弘入朝，推荐元敬出任官职，太保裴度非常喜爱元敬的才干，推荐元敬出任定州刺史。宝历元年（825年），元敬转任陇州兼中执宪充兵马留后，在陇州五年后，元敬出任右神武将军，改任右金吾卫将军，出任鸿胪卿。开成五年夏五月廿日（840年6月23日），元敬在河南府河南县从政里私人住宅中去世，虚岁七十四，唐文宗惊愕悲悼，停止朝会三日，诏令赠予元敬兵部尚书。开成五年仲冬末旬五日（840年12月22日），元敬葬于河南府洛阳县清风乡邙山之南。元敬墓志全名《唐故银青光禄大夫鸿胪卿元敬墓志铭》，是平顶山博物馆于2016年征集而来，铭文由唐代光禄大夫御史中丞上柱国李昆撰书。

## 家庭

### 曾祖
- 元成，大理丞[1]

### 祖父
- 元某，眉州刺史[1]

### 父亲
- 元原，左散骑常侍[1]

### 夫人
- 南阳张氏，生有四女三子[1]

### 子女
- 元光绍，千牛卫[1]
- 元光远，亳州司□[1]
- 元光嗣，安州士曹参军[1]